# 장군의 아들 시리즈
《장군의 아들 시리즈》는 임권택이 감독, 박상민이 주연한 대한민국의 3부작 영화이다.
- 《장군의 아들》 (1990)
- 《장군의 아들 2》 (1991)
- 《장군의 아들 3》 (1992)